# Observatório da Imprensa
Observatório da Imprensa é um website e programa de rádio e TV brasileiro cujo foco é a análise da atuação dos meios de comunicação em massa no país. O criador do programa, Alberto Dines, ganhou em 2016 o Prêmio Abraji de Contribuição ao Jornalismo, da Associação Brasileira de Jornalismo Investigativo Dines foi homenageado com um prêmio da Associação Nacional de Jornais (ANJ), após sua morte em 2018. A premiação visa valorizar a defesa da liberdade de imprensa. A partir de 2016 o site passou a ser mantido com financiamento coletivo dos seus leitores.

## História

### Anos 1990—presente
O website do Observatório da Imprensa foi lançado em abril de 1996, tendo Alberto Dines como seu editor. Foi uma iniciativa do Instituto para o Desenvolvimento do Jornalismo (Projor) e um projeto original do Laboratório de Estudos Avançados em Jornalismo (Labjor) da Universidade Estadual de Campinas. Foi financiado pela Fundação Ford e o governo federal durante o mandato de Dilma Rousseff.
Em 5 de maio de 1998, foi lançado o programa de televisão semanal, criado e comandado por Dines, produzido pela TVE e exibido pelas emissoras públicas TV Cultura e TVE Brasil (atual TV Brasil).
Em maio de 2005, foi lançado o programa de rádio diário, transmitido em emissoras públicas e educacionais. Os áudios dos programas estão disponíveis no site do Observatório da Imprensa no formato de podcasts. Em fevereiro de 2016 foi ao ar o último programa inédito com entrevista a Anita Leocádia. Até março ainda foi possível assistir algumas reprises. E, depois disso, o programa não mais voltou,devido ao afastamento de Alberto Dines por motivos de saúde e nenhum substituto foi chamado. Pela TV Cultura, o último programa foi ao ar em 29 de Abril de 2008, e o primeiro, em 05 de Maio de 1998. Em 2016 lançou uma campanha pedindo doações para se manter no ar, após cortes do Banco do Brasil e da Caixa Econômica Federal, decisão tomada em junho pela Secretaria de Comunicação Social da Presidência da República. Também foi cancelado o contrato com a Empresa Brasil de Comunicação, da TV Brasil.

### Linha editorial
O Observatório da Imprensa apresenta-se como uma entidade civil não governamental, não corporativa e não partidária que pretende acompanhar, juntamente a outras organizações da sociedade civil, o desempenho da mídia brasileira.
O Observatório defende-se dizendo que é um veículo sem pauta ou proprietário, aberto a contribuições de jornalistas, professores, executivos e empresários de comunicação de todas as tendências políticas e ideológicas, inclusive a críticos de seu suposto posicionamento ideológico.

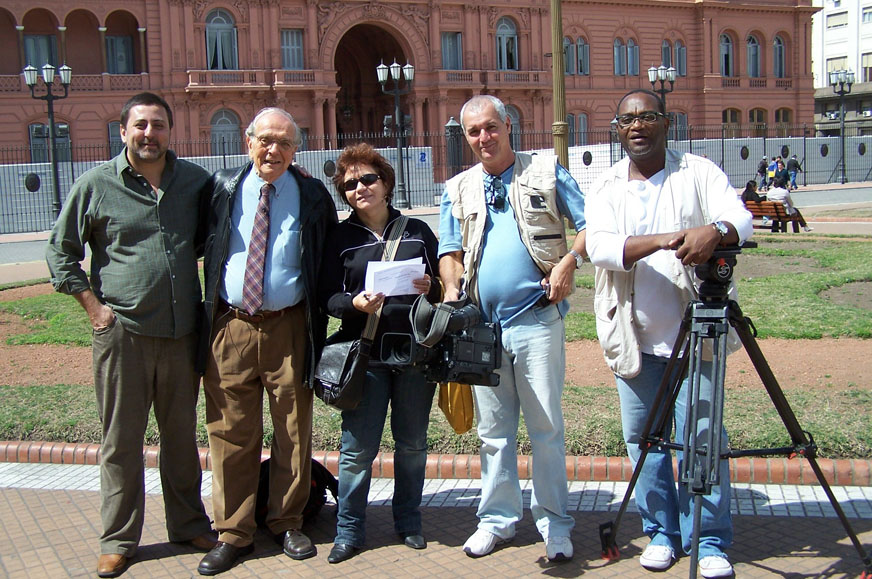
A equipe do Observatório da Imprensa diante da Casa Rosada, Argentina, 2002 (fonte: Observatório da Imprensa, TV Brasil)

### Caso Novo Jornal
Em 2008 o Observatório da Imprensa sugeriu que o Novo Jornal sofreu empastelamento "virtual", com uso da justiça de Minas Gerais, a fim de omitir notícias negativas sobre Aécio Neves e outros políticos do estado, configurado não somente pela retirada do ar do site que publicara a Lista de Furnas e prisão de seu editor, como pelo desaparecimento de seus arquivos após apreensão pela polícia civil com anuência do Ministério Público estadual. A Vice investigou o caso e entrevistou diversos jornalistas em 2017, que comentaram sobre a censura em Minas Gerais.